# Hoornblende
Het mineraal ho(o)rnblende is een calcium-magnesium-ijzer-aluminium-inosilicaat met de chemische formule Ca2(Mg,Fe,Al)5(Al,Si)8O22(OH)2. Het is de meest voorkomende van de amfibolen.

## Eigenschappen
Het zwarte, groene of bruin tot groenbruine hoornblende heeft een glas- tot parelglans en een witte streepkleur. Het kristalstelsel is monoklien. De gemiddelde dichtheid is 3,23 en de hardheid is 5 tot 6.

## Naam
De naam van het mineraal hoornblende komt uit het Duits, en is een samenstelling van het Duitse "Horn", en het werkwoord voor "verblinden" of "bedriegen".

## Voorkomen
Zoals andere amfibolen, komt hoornblende voor in stollings- en metamorfe gesteenten, zoals granieten respectievelijk schisten.
Hoornblende komt voor in de zandfractie van Nederlandse Kwartaire riviersedimenten onder andere van de Rijn. In de zware-mineraalanalyse zoals dat in Nederland bij de Rijks Geologische Dienst gedurende de tweede helft van de twintigste eeuw plaatsvond, wordt het mineraal ingedeeld bij de zogenoemde instabiele groep. Er worden diverse variëteiten onderscheiden waaronder een die heel kenmerkend is voor Maaszanden die voor 400.000 jaar geleden zijn afgezet.